# Cecilia Brækhus
Cecilia Carmen Linda Brækhus (Cartagena (Colombia), 28 september 1981) is een Noors professioneel bokser. Brækhus is geboren in Colombia en werd op tweejarige leeftijd geadopteerd door een Noors echtpaar. Ze groeide op in de Noorse stad Bergen.

## Amateurcarrière
Brækhus begon met kickboksen op veertienjarige leeftijd. Vlak daarna begon ze ook aan boksen. Ze won 75 keer een amateurwedstrijd voordat ze profbokser werd.
Als amateur won ze de volgende prijzen:
- Zilver op de wereldkampioenschappen 2005.
- Goud op de Europese kampioenschappen 2005.
- Zilver op de Europese kampioenschappen 2004.

## Profcarrière
In november 2007 tekende ze een profcontract bij de Duitse promotor Wilfied Sauerland. Haar eerste professionele gevecht was op 20 januari 2007 tegen de Kroatische Ksenija Koprek. Op 14 maart 2009 werd ze weltergewicht kampioen voor de WBC door te winnen van de Deense bokser Vinni Skovgaard. In 2010 werd ze gekozen tot "Female boxer of the year" door het Duitse magazine Boxsport. 
Op 14 september 2014 werd ze de eerste vrouwelijke bokser die alle belangrijke bokstitels in haar gewichtsklasse tegelijkertijd bezit.